# The Heathrow
The Heathrow je česká rocková a metalová hudební skupina založená roku 2017.

## Historie

### Začátky (2017 - 2020)
Kapelu The Heathrow v roce 2017 v Benešově u Prahy založili Jan Vyskočil (Bicí), Jakub Konrád (Basová kytara, Zpěv), František Škoula (Kytara) a Jiří Kubík (Kytara). V roce 2018 kapela začala veřejně vystupovat a během roku odehrála 14 koncertů, kde sdílela stage například s kapelami Hand Grenada a Zoči Voči. Už během krátkého působení přišla změna v sestavě kapely, odešel kytarista Jiří Kubík. The Heathrow podzimní šňůru dohráli ve tříčlenné sestavě.
V únoru 2019 vyšel historicky první singl "Nevěřim". V květnu 2019 složení kapely doplňuje kytarista Lukáš Vondrák. V srpnu přichází basák Petr Kunc. Ještě v srpnu téhož roku kapela spolupořádala benefiční festival Palírna open air, na kterém se pro malého Tadeáše vybralo přes 22 000 Kč pro boj s mozkovou obrnou. V říjnu proběhl koncert v Centru sociálních služeb v Tloskově, který byl jeden z emočně nejsilnějších. Bubeník a leader kapely Jan Vyskočil na tento koncert vzpomíná slovy v Tloskově jsme zahráli nejen pro místní úžasné lidi; jejich radost a nadšení ze samotného koncertu se nedá popsat, byl to doopravdy skvělý pocit, strašně rád na to vzpomínám. 
Rok 2020 s sebou přinesl značné změny. V souvislosti s prokázáním výskytu koronaviru COVID-19 v ČR a následnými omezeními se neuskutečnil téměř žádný z plánovaných koncertů. V srpnu 2020 opustil kapelu básák Petr Kunc a dočasně jej zastoupil Maxim Jehlička. Na podzim Jakuba Konráda nahrazuje na postu Zpěváka Radek Chmel. V zimě 2020 stálé složení kapely doplňuje basák Aleš Valenta.

### Současnost (2021 - )
Během jara 2021 kapela připravovala setlist na sezónu 2021, stále ještě značně ovlivněnou SARS CoV-2 a souvisejícími restrikcemi. Před prvním koncertem zveřejnila svůj první videoklip v nové sestavě s názvem "Všechno bude jako dřív"  Archivováno 21. 12. 2021 na Wayback Machine., na kterém spolupracovala s jedním ze zakládajících členů kapely Škwor, Leo Holanem. Singl byl nasazen v rotaci Rock rádia, Fajn rock rádia, Hey rádia a dalších. Stal se součástí prázdninového speciálu TV Rockparády a byl vysílán na televizi V1 a Óčko Star. V létě téhož roku kapela vystupovala se skupinami Traktor (hudební skupina) , Pekař (zpěvák) , Crystal viper, Keks a dalšími. V létě byla skupina účastníkem Skutečné ligy, největší české hudební soutěže v živém hraní, kde ale vypadla v semifinále.. Na podzim 2021 kapela natočila videoklip k singlu „Všichni povstanem“. Kořeny skladby sahají do roku 2018, kdy vznikla její melodie a myšlenka. 

## Členové

### Současní
- Radek Chmel - Zpěv (2020 - současnost)
- Jan Vyskočil -  Bicí (2017 - současnost)
- František Škoula - Kytara (2017 - současnost)
- Lukáš Vondrák - Kytara (2019 - současnost)
- Aleš Valenta - Basová kytara (2020 - současnost)

### Bývalí
- Jakub Konrád - Zpěv, Basová kytara (2017-2020)
- Jiří Kubík - Kytara (2017 - 2018)
- Petr Kunc Basová kytara (2019 - 2020)

## Styl hudby
Pro kapelu je typická různorodost, jak v instrumentální části, tak i části zpěvové. Styl lze definovat kombinací výrazných hard rockových, tvrdých metalových riffů, ale i melodických s nádechem Pop music. To vše spojené s melodickým zpěvem. Kapela taktéž kombinuje tvrdou hudbu s melodickými zpěvovými částmi v rámci jedné skladby. Některé skladby jsou čistě jen melodické. V pozadí se vyskytují samply. Celá tvorba je zahalena do moderního rockmetalového hávu.